# ルピ・クーア
ルピ・クーア（Rupi Kaur, 1992年10月4日 - ）は、カナダの詩人、作家、イラストレーター。Instagramに詩を投稿するスタイルで知られるインド出身。。
2014年のデビュー詩集「ミルクとはちみつ」は世界中で250万部を売り上げ、25以上の言語に翻訳された。 

## 著作
- Milk and Honey (2014)
  - 『ミルクとはちみつ』野中モモ訳、アダチプレス、2017年。
- The Sun and Her Flowers (2017)
- Home Body (2020)
- Healing Through Words (2022)